# علم النفس في مرحلة ما قبل الولادة وما حولها

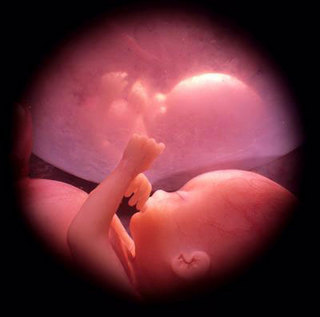

يُعتبر علم النفس في مرحلة ما قبل الولادة جزءًا من علم النفس التنموي، مع أنه يتبع تاريخيًا لمجال التحليل النفسي المتغاير. يقوم علم النفس في فترة ما قبل الولادة على وصف وشرح تجربة وسلوك الجنين قبل الولادة ونتائجها التي تحدث بعد الولادة. يُناقش موضوع فترة ما قبل الولادة وما حولها معًا في أغلب الأوقات.
يستكشف علم النفس في فترة ما قبل الولادة وما حولها الآثار النفسية والفيزيولوجية للتجارب المبكرة للفرد، سواء كانت قبل الولادة أو أثناءها أو بعدها مباشرة (فترة ما حول الولادة). وبالرغم من وجود وجهات نظر مختلفة حول هذا الموضوع، لكن القاسم المشترك هو أهمية التجارب السابقة للولادة والفترة المحيطة بها في التطور النفسي مستقبلًا. يدور نقاش حاد بين العلماء حول مدى قدرة الأطفال حديثي الولادة على تكوين الذكريات وتأثير أي من هذه الذكريات على شخصياتهم وإمكانية استعادتها من العقل اللاواعي (وهو نفسه موضع جدال في هذا المجال). كان هناك افتراض واسع النطاق يتعلق بمرحلة ما قبل الولادة، وهو أن الجنين محمي بالكامل من المحفزات الخارجية. وبناء على ذلك فإن الإدراك والوعي سيتطوران بعد الولادة بشكل مؤكد، ولكن في نفس الوقت هناك عدد كبير من الدراسات العلمية التي تبين بوضوح أن السلوك والإدراك والتعلم يتطورون بالفعل في فترة ما قبل الولادة، وهذا ينطبق أيضًا على الأجناس غير البشرية إذ أمكن إثبات التكييف الصوتي لأجنّة الفئران.

## الجوانب الفسيولوجية النفسية لمرحلة ما قبل الولادة
التطور الفزيولوجي في مرحلة ما قبل الولادة -وخاصة التطور المتعلق بالمخ- له أهمية خاصة بالنسبة لأي قسم يدرس فترة ما قبل الولادة بمنحناها النفسي. يطلق على الطفل في بطن أمه في الأسابيع الثمانية الأولى بعد التلقيح اسم المضغة، أما بعد تطور الأعضاء الداخلية (من الأسبوع التاسع فصاعدًا) فيطلق عليه اسم الجنين.

### تطور المخ في مرحلة ما قبل الولادة
يعتبر الدماغ أساس الإدراك والخبرة والسلوك، تتطور شبكة عصبية عملاقة أثناء الحمل ما يوفر القدرة على أي عملية عقلية. تُدمّر لاحقًا نحو نصف الخلايا العصبية النامية مرة أخرى أثناء تطور المخ، بسبب ظاهرة «الموت الخلوي المبرمج»، يحتوي الدماغ الطفلي عند الولادة -كما هو الحال في دماغ البالغ- على 100 مليار خلية عصبية، ترتبط كل خلية عصبية قشرية عند الولادة بحوالي 2500 خلية عصبية وترتبط بعد عام واحد فقط مع حوالي 15000 خلية عصبية. تتطور المشابك العصبية وتدمّر على مدى الحياة بأكملها بعملية تسمى اللدونة العصبية.

### التطور الحركي
فحص عالم الفيزيولوجيا دافنبورت هوكر في ثلاثينيات القرن العشرين ردود الفعل أو المنعكسات خارج الرحم على الأجنّة المجهضة، أما في الوقت الحالي يمكن فحص المهارات الحركية للجنين داخل الرحم بمساعدة تقنيات الأمواج فوق الصوتية بسهولة تامة.
يحرك الجنين ردفيه ابتداءً من الأسبوع الثامن، ويحرك أطرافه بعد فترة وجيزة من ذلك. يمكن إثبات أن هذه الحركات لم تكن ردود أفعال بسيطة بل هي حركات استفزازية داخلة، وذلك بمساعدة وسائل التصوير فوق الصوتي. يقوم الجنين وفقًا لألساندرا بيونتيلي بجميع أنماط الحركة والتي يمكن مشاهدتها لاحقًا عند المواليد الجدد.
يمكن رؤية حركات التنفس ابتداءً من الأسبوع التاسع عشر، عندما يأخذ الجنين السائل الأمنيوسي إلى رئتيه. تظهر حركات العين ابتداءً من الأسبوع الثامن عشر، أما حركات العين السريعة فتبدأ من الأسبوع الثالث والعشرين، ترتبط هذه الحركات مع أنماط النوم والأحلام. يجدر بالذكر أن الأجنة تشرب السائل الأمنيوسي وتتبول فيه.

### تطور الإدراك والتعلم قبل الولادة
تتطور طرائق الإحساس عند الجنين من فترة ما قبل الولادة، وتكون فعالة بشكل جيد عند الولادة. تُفحص هذه القدرات بنفس طريقة الفحص التجريبي للسلوك، وتكون بإثارة المنبهات مثل فحص راي للتكييف الصوتي للأجنة. وطبقًا لهيبير هذا الفحص لم يكن مؤكدًا. يزعم هيبير أنه كرر تجارب التكييف بنجاح في الأسبوع الثاني والثلاثين من الحمل.
يُفحص التعلم قبل الولادة غالبًا باستخدام نموذج التعود. إذ يتعرض الجنين لمحفزين هما «إف» و«آي» بالإضافة لمحفز صوتي آخر. يراقب المجرب بعد ذلك انعدام التفاعل عند تكرار نفس عملية التحفيز مرارًا وتكرارًا، ثم يكتمل الإجراء لاحقًا باستخدام محفز جديد وتسجيل ردة الفعل المعطاة، إذ أنه عندما يتعرف الجنين على المحفز الجديد ويكتشف أنه مختلف عن المحفز القديم، يطلق نمطًا جديدًا من التفاعل «إف، آي أو تسارع وتيرة ضربات القلب». إذا لم يحدث رد الفعل هذا فلا يمكن تمييز المحفز الجديد عن المحفز القديم. ظهرت دراسة عام 1991 تختبر التعود الصوتي عن طريق تسجيل معدل ضربات القلب للأجنة في الأسبوع التاسع والعشرين من الحمل. تُفيد مثل هذه الدراسات أيضًا من أجل فحص الذاكرة. يتضح أن الأجنة التي يزيد عمرها عن 34 أسبوعًا قادرة على تذكر المحتوى المكتسب على مدار فترة 4 أسابيع. ينجح التكييف الصوتي عند الأجنة البالغة من العمر 22 أسبوعًا. ربما يكون التعود على الذوق ممكنًا حتى في وقت مبكر، وقد تجلى هذا التعود أيضًا عند أجنة الفئران. يتذكر الأطفال الأنماط الموسيقية التي سمعوها وهم في الرحم، وتظاهر دبليو إرنست فرويد حفيد سيغموند فرويد. استخدم الدليل التجريبي تسجيل وتيرة القلب والنشاط الحركي، وتطور الكلام يعتمد بشكل واضح على التعلم قبل الولادة.

## التطور التاريخي للنظرية التحليلية والنظرية النفسية العميقة المتعلقة بالحياة قبل الولادة
تفترض معظم نظريات التحليل النفسي أن عوامل التطور الذاتية والإدراك والوعي تبدأ بعد الولادة. وبالرغم من ذلك يكتب بعض المحللين النفسيين أن الجوانب السابقة للفترة المحيطة بالولادة هي المسؤولة عن تكوين أعراض معينة، من بين المحللين الذين يعتقدون بهذا الشيء أوتو رانك، وناندور فودور، وفرانسيس جيه موت، ودونالد وينيكوت، وغوستاف هانز غرابر، ولودفيج جانوس. يعتقد هؤلاء أن هيكلة نفسية اللاوعي تبدأ في مرحلة ما قبل الولادة، لذلك قد يملك الجنين بالفعل تجارب مبكرة ذات صلة عاطفية، ويفترضون وجود إدراك بالعديد من الأمور مثل حالات ضيق النفس وبعض المخاوف والإجهاد الذي يُحتفظ به ويمكن تذكره بعد الولادة في ظروف معينة.
يولد الطفل مع مثل هذه التجارب وتُعتبر المواضيع السابقة والفترة المحيطة بالولادة عادةً أوهامًا عند المحللين النفسيين،.إذ يُفسر المحتوى الواضح قبل الولادة المتمثل بالأحلام أو تخيل السباحة تحت الماء أثناء التنفس والوجود داخل كهف مثلًا، أو القتال مع الوحوش تحت الماء، على أنه إعادة إسقاط لبعض المشاعر التي حدثت سابقًا. يفترض جانوس أنه يمكن العثور على جوانب وظواهر قريبة من علم النفس قبل الولادة في العديد من المقاربات التحليلية النفسية، لكن دون مراجع واضحة.
أصدر أحد تلامذة سيغموند فرويد وهو أوتو رانك (1884–1939) عام 1924 كتابه «صدمة الولادة»، وذكر فيه أن الصدمة العاطفية للولادة هي مصدر القلق الأول للفرد، الأمر الذي أزعج فرويد وأدى لانتهاء الصداقة بين فرويد ورانك. رأى رانك أن الولادة مرتبطة بتجربة عاطفية من الخوف عند الجنين. وافترض أيضًا أن هذه الصدمة تسبب القلق لاحقًا، وقد ادعى أن جوانب المرحلة اللاحقة للولادة يمكن تذكرها. لذلك رتب ووضع الخطوط العريضة لعلم نفس ما قبل الولادة الحقيقي.
فسر أيضًا الجوانب الثقافية في ضوء هذه الافتراضات. عالج تفسير الرموز والفن والأساطير في كتابه باستخدام افتراضات ما قبل الولادة وما حولها. يعتقد رانك أن «التثبيت البدائي» مع حالة ما قبل الولادة هو أصل كل أمراض الأعصاب، واضطرابات الشخصية، وطور عملية تحليل نفسي تعتمد على تجارب الولادة.
حاول دونالد وينيكوت (1896-1971) فهم الأشكال المبكرة جدًا لتشكيل الرموز. ووصف الحالة في العديد من دراسات إعادة تشريع التجارب في الفترة المحيطة بالولادة بالعلاج النفسي، خاصة لدى الأطفال. على سبيل المثال: تسلق صبي يبلغ من العمر خمس سنوات شجرة مرتديًا سترة وينيكوت ثم شقها ورماها أرضًا، وكرر هذا مرارًا وتكرارًا، فسر وينيكوت هذه اللعبة على أنها تذكر ومحاولة تكرار عملية الولادة، وافترض أيضًا أن بعض الأطفال قد تطور لديهم الشعور بجنون العظمة من خلال وجود مشاكل عند الولادة، وقد فسر وينيكوت الأعراض النفسية الجسدية (الصداع ومشاكل الثدي والتنفس ومشاعر التعرض للاختناق)، على أنها عواقب محتملة لتجارب الولادة. ومع ذلك رفض افتراض حدوث صدمة عالمية للولادة.
اكتشف المحلل النفسي البريطاني الأمريكي ناندور فودور (1895-1964) في كتابه «البحث عن الحبيب: تحقيق سريري لصدمة الولادة وحالة ما قبل الولادة لعام 1949» أشكالًا معينة من القلق تعود إلى تجارب الولادة غير المجهزة والقمعية، فسر فودور الكوابيس والمعاناة من نقص الأكسجين، ورهاب الأماكن المغلقة، والاضطرابات الجنسية ومسبباتها، بعد افتراضات رانك الذي كان المحلل النفسي له من خلال افتراض تجارب محددة قبل الولادة وما حولها.